# 太白臺
太白臺（通稱太白台）是香港島西堅尼地城區內的一條民居私家街道，是西環七臺之一。太白臺位置在卑路乍街及李寶龍路以南，山市街以東。
西環七臺中有六臺均以中國唐代詩人李白命名，其中太白臺的「太白」正是李白的字；青蓮臺取自李白的號青蓮居士；桃李臺的出處源於李白古文作品《春夜宴桃李園序》；羲皇臺的由來是李白曾在《戲贈鄭溧陽》的詩句中自稱羲皇人；學士臺指的是唐玄宗任李白為翰林學士；紫蘭臺的「紫蘭」曾在李白的《答杜秀才五松見贈》詩提及過：「浮雲蔽日去不返，總為秋風摧紫蘭」。李寶龍臺則以十分鍾愛李白的西環七臺住宅區地產商李寶龍命名。

## 昔日

### 太白樓
太白樓位於西環太白臺現址，在山市街步行上去，途經石級頗多。樓座有點心供應，遠望可以看到維多利亞港景色，由於位於港島西隅，鄰近石塘咀的妓院，故遊客多數是來嫖妓的富豪。由於太白樓位置偏僻，所以太白樓老闆以不同方法吸引顧客，例如每年七夕舉行乞巧會，並搜羅各地有趣的手工製品，以門券的形式引人觀賞，又或者每年過節常放煙花。
1935年6月30日正式禁止娼妓，石塘咀和九龍油麻地廟街的所有妓院都要關閉，石塘咀一帶的商業活動大受影響，太白樓亦難以維持，終於被某置業公司買下，拆卸重建，稱為太白臺。

### 思源學校
在1947年初，港九婦女聯誼會在此舉辦民校思源學校，以籌款方式籌募經費，故學生只需交付少量學費，貧苦兒童都能入讀，多數為女工子女。

### 法拉角炮台
法拉角炮台（Fly Point Battery）建於1890年，位於卑路乍炮台西南面的山坡上，太白臺及學士臺一帶。炮台於1912年廢棄。

## 沿路建築
- 香港道德會福慶堂：位於太白臺6至7號。
- 太白台8至9號：於1920年代落成，曾經由香港道德會所擁有，建議評級為二級歷史建築。惟於2024年修葺完成後，古蹟辦稱內部格局顯著改變，暫不通過擬議評級[5]。
- 太白臺10號：香港房屋協會市區改善計劃項目，1988年8月入伙，樓高六層，每層兩單位，共12個單位，以前是香港道德會旁邊的舊樓，對面的羲皇臺都屬房協項目。[6]

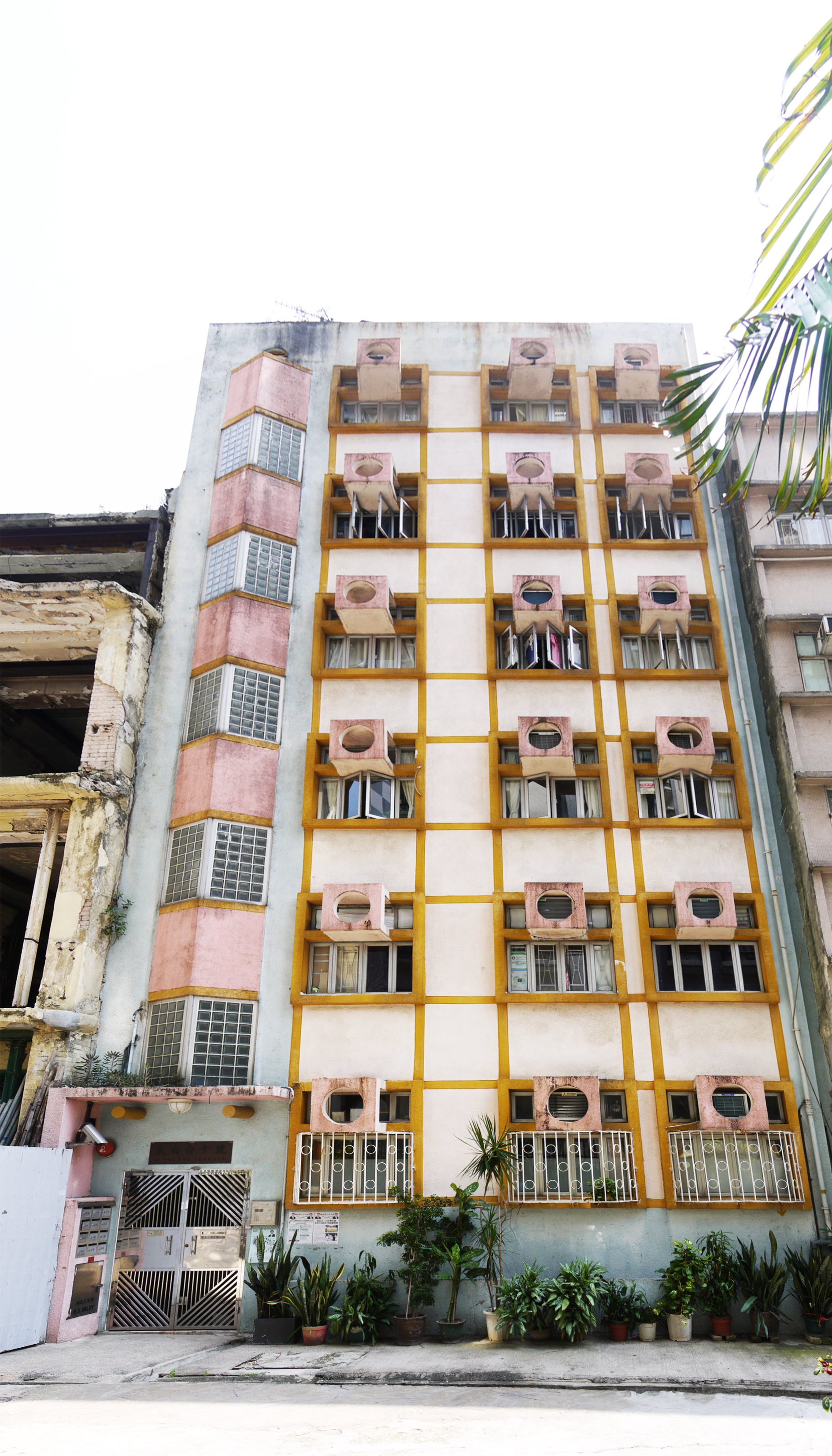
太白臺10號

## 註腳
1. ↑  《趣談香港街道》爾東編，ISBN 962-973-967-4，第181頁
2. ↑  . 香港地方志中心.   [2023-09-26]. （原始内容存档于2023-10-01）.
3. ↑  抗戰前後的女性工作、貢獻及其事蹟-黃嫣梨 （页面存档备份，存于）（PDF檔案）
4. ↑  .   [2009-06-27]. （原始内容存档于2010-02-17）.
5. ↑  . 明報. 2024-06-07  [2024-06-14] （中文（香港））.
6. ↑  . 市區改善計劃. 香港房屋協會.   [2020-05-30]. （原始内容存档于2022-05-08）.